# Нові Роховиці
Нові Роховиці (пол. Nowe Rochowice, нім. Neu-Röhrsdorf) — село в Польщі, у гміні Болькув Яворського повіту Нижньосілезького воєводства.
Населення — 51 особа (2011).
У 1975-1998 роках село належало до Єленьоґурського воєводства.

## Демографія
Демографічна структура станом на 31 березня 2011 року:
|          | Загалом | Допрацездатний вік | Працездатний вік | Постпрацездатний вік |
| -------- | ------- | ------------------ | ---------------- | -------------------- |
| Чоловіки | 29      | 8                  | 18               | 3                    |
| Жінки    | 22      | 3                  | 12               | 7                    |
| Разом    | 51      | 11                 | 30               | 10                   |